# Düzyurt, Trabzon
Düzyurt là một xã thuộc huyện Trabzon, tỉnh Trabzon, Thổ Nhĩ Kỳ. Dân số thời điểm năm 2011 là 1.631 người.